# Otto Schily

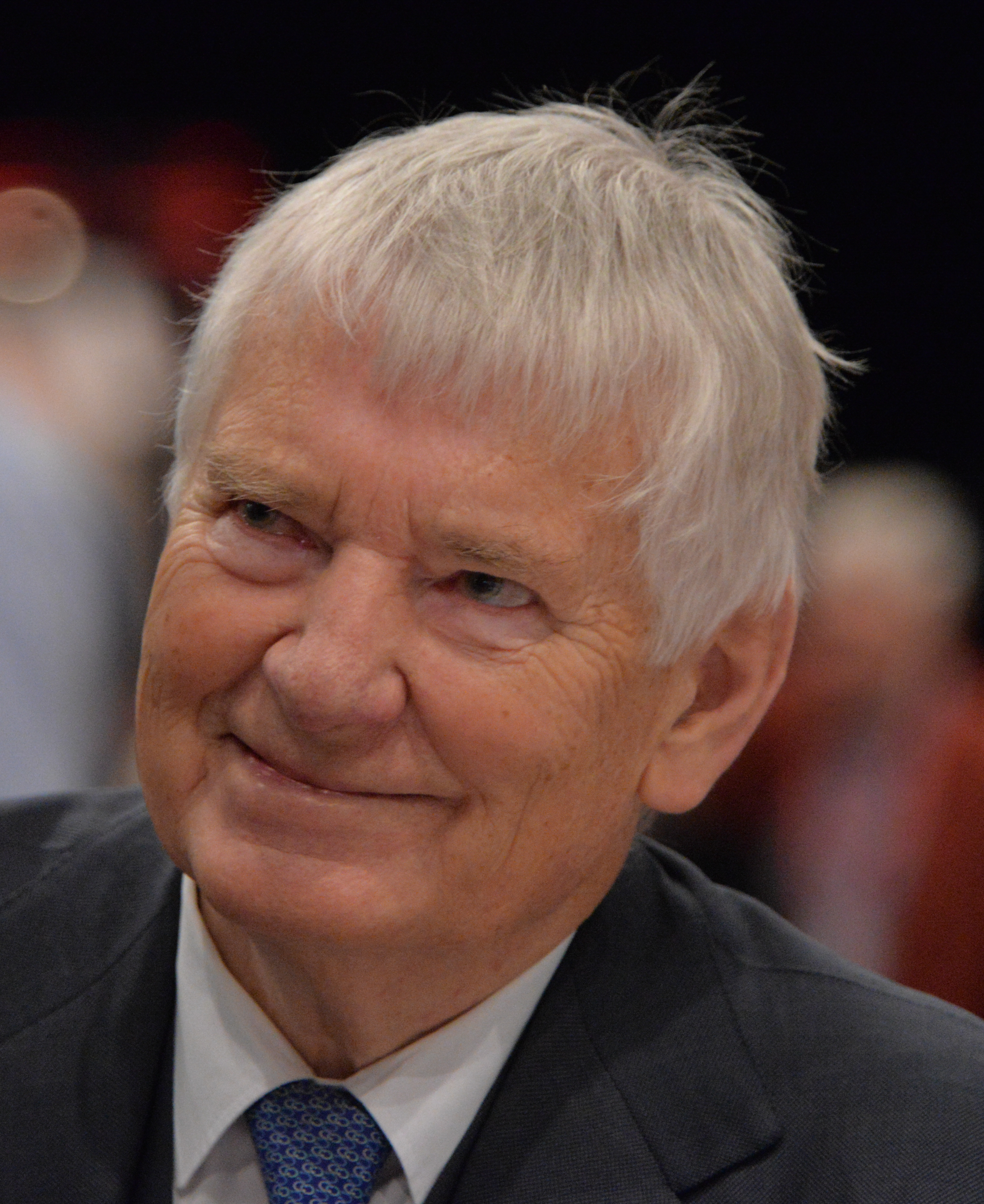
Otto Schily (2015)

Otto Georg Schily (* 20. Juli 1932 in Bochum) ist ein deutscher Rechtsanwalt und Politiker (SPD). Von 1998 bis 2005 war er Bundesminister des Innern. Er war Mitgründer der Partei Die Grünen, von der er im November 1989 zur SPD wechselte.

## Leben

### Familiäres, Kindheit und Jugend

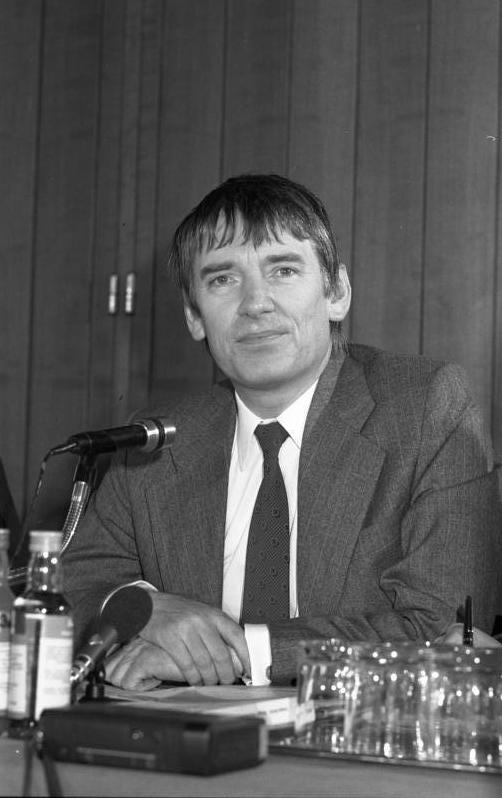
Otto Schily (1983)

Schily stammt aus einer vermögenden großbürgerlichen Familie und erhielt eine anthroposophische Erziehung. Sein Urgroßonkel war der an der Revolution 1848 beteiligte Anwalt Victor Schily. Sein Vater Franz Schily (1892–1955) war als promovierter Rechtshistoriker Direktor des Hüttenwerks Bochumer Verein, die Mutter, Elisabeth Schily, geb. Schmuz-Baudiß (1895–1955), Violinistin und Pianistin. Seine Großmutter väterlicherseits war die Malerin Julia Schily-Koppers (1855–1944), sein Großvater mütterlicherseits der Leiter der Königlich Preußischen Porzellanmanufaktur in Berlin, Theodor Schmuz-Baudiß (1859–1942).
Schily wuchs in Bochum auf. Während des Zweiten Weltkrieges flüchtete er, aufgrund der alliierten Bombardierungen, im Jahr 1942 mit seiner Mutter und drei weiteren Geschwistern nach Garmisch-Partenkirchen. Er kam im Haus seiner Großeltern unter und lebte, nachdem das Gebäude bei Kriegsende durch die US-Armee requiriert wurde, zeitweilig im Franziskanerkloster St. Anton im Ortsteil Partenkirchen. 1946 kehrte er mit seiner Familie nach Bochum zurück.

### Ausbildung und Anwaltstätigkeit
Nach dem Abitur an der Graf-Engelbert-Schule in Bochum studierte Schily Rechts- und Politikwissenschaften in München, Hamburg und Berlin bis zum zweiten juristischen Staatsexamen 1962. Das erste Staatsexamen hatte er erst im zweiten Anlauf bestanden. Seit 1963 ist er als Rechtsanwalt zugelassen. Grundwehrdienst musste er als Angehöriger eines Weißen Jahrgangs nicht leisten.
Bis 1968 vertrat Schily für die Berliner Anwaltskanzlei Neufeldt Mandanten in Grundstücks- und Erbschaftsangelegenheiten. Ab 1968 vertrat er erstmals Gudrun Ensslin wegen der Kaufhaus-Brandstiftungen am 2. April 1968. Dies führte auf Bitten des Kanzleiseniors zur Beendigung der Mitarbeit in der Rechtsanwaltsgemeinschaft, und Schily eröffnete in der Charlottenburger Kantstraße eine eigene Kanzlei.

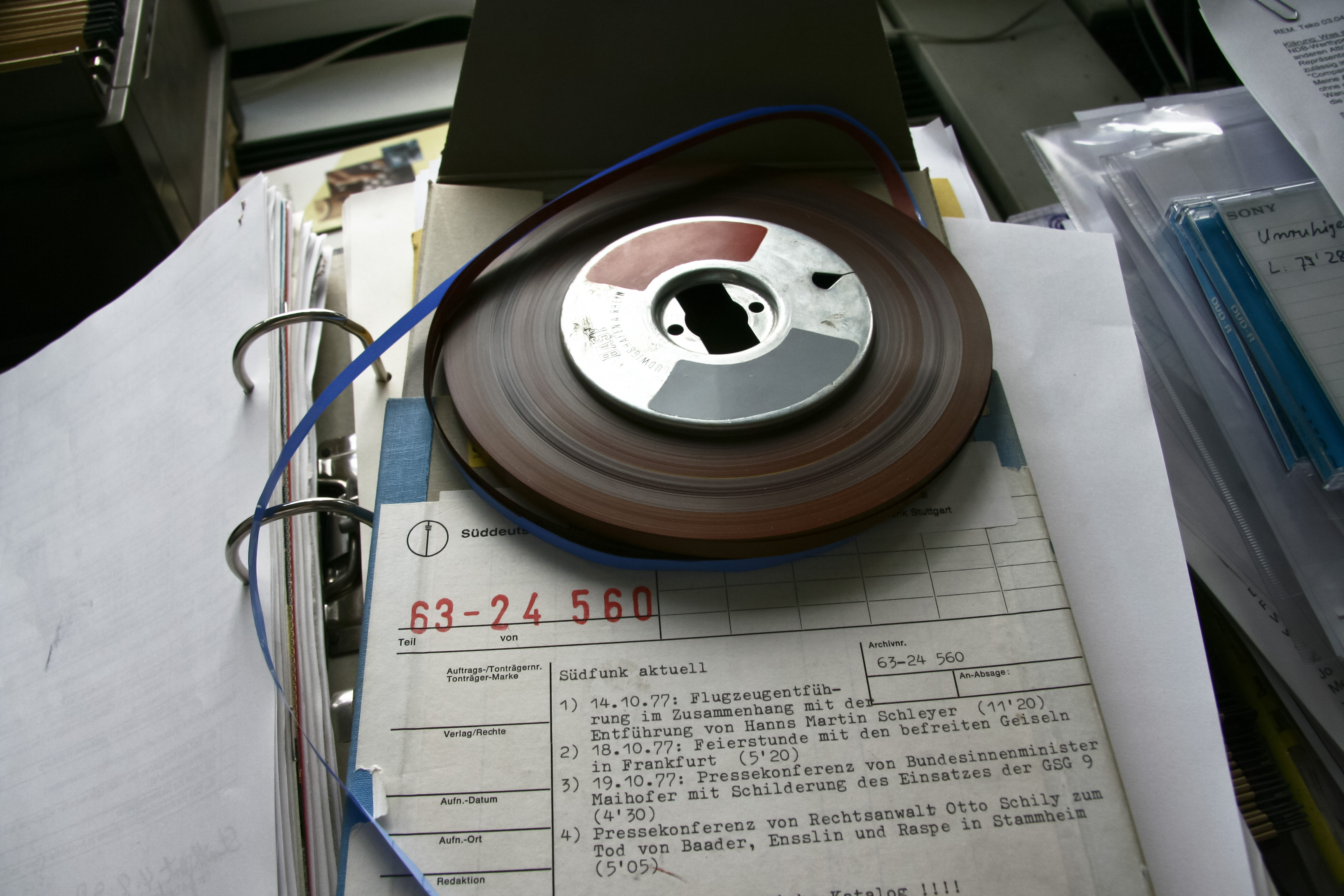
Tonband des SWR, u. a. mit einer Pressekonferenz Schilys zum Tod Baaders, Ensslins und Raspes

Bereits im Studium hatte er sich politisch engagiert und stand mehreren Mitgliedern des Sozialistischen Deutschen Studentenbundes (SDS) persönlich nahe, wobei er sich selbst allerdings vornehmlich als Bürgerrechtler in liberaler Tradition verstand und an die Reformierbarkeit des bundesdeutschen Systems glaubte. Er freundete sich mit Rudi Dutschke und Horst Mahler an und war Vertreter der Nebenklage im Prozess um den Mord an Benno Ohnesorg. Als Rechtsanwalt war er Hauptmieter einer als „Wielandkommune“ bekannt gewordenen, teils anarchistisch orientierten Wohngemeinschaft und Kommune in der Wielandstraße, Berlin-Charlottenburg.
In den Jahren 1969/70 übernahm Schily zusammen mit Kurt Groenewold die Verteidigung Horst Mahlers, der nach den „Osterunruhen“ von 1968 als Rädelsführer angeklagt worden war. Diesen verteidigte er 1971 erneut, nun in einem Verfahren wegen Mitgliedschaft in der RAF. Von 1975 bis 1977 war er Wahlverteidiger der RAF-Terroristin Gudrun Ensslin. In Mahlers Haftzeit brachte er ihm auf dessen Wunsch die 20-bändige Gesamtausgabe von Georg Wilhelm Friedrich Hegel ins Gefängnis, auf deren Lektüre Mahler in seiner folgenden neofaschistischen Entwicklung immer wieder Bezug nahm.
Während der Stammheimer Prozesse beantragte Schily am 4. Mai 1976 die Vernehmung des für den Kriegseinsatz in Vietnam und Kambodscha verantwortlichen Präsidenten der Vereinigten Staaten Richard Nixon und des US-Verteidigungsministers Melvin Laird als Zeugen. Durch die Zeugenvernehmung sollte nachgewiesen werden, dass die Vereinigten Staaten durch ihren Kriegseinsatz in Südostasien Völkerrechtsverbrechen begangen hatten, die sie auch vom Boden der Bundesrepublik Deutschland aus koordiniert hatten, entscheidungserheblich für die Frage der Gewaltanwendung gegen die Ausübung von völkerrechtswidriger Gewalt. Es sollte geklärt werden, ob „Gewaltanwendung gegen bestimmte militärische Einrichtungen der USA auf dem Territorium der Bundesrepublik, so Bombenangriffe auf US-Stützpunkte in Frankfurt und Heidelberg, gerechtfertigt waren“. Wegen der Abhöraffäre von Stammheim erschien Schily schließlich nicht mehr im Gerichtssaal des Stammheim-Prozesses. Nach dem Tod der Angeklagten bezweifelte Schily die Selbsttötungen und machte den Staat für die Todesfälle verantwortlich. Am 19. Oktober 1977 war er bei der Obduktion von Andreas Baader, Jan-Carl Raspe und Gudrun Ensslin anwesend. Die Tonbandmitschnitte der Gerichtsverhandlungen, in denen sich Schily teils unkontrolliert benahm und sich heftige Wortgefechte mit dem Vorsitzenden lieferte, galten 30 Jahre lang als verschollen; sie wurden nach ihrer Wiederauffindung teilweise vom WDR publiziert (siehe unten: Literatur). 
1992 vertrat Schily den ehemaligen Dresdner Oberbürgermeister Wolfgang Berghofer, der sich wegen Wahlfälschung verantworten musste.
Bis 2005 betrieb Schily zusammen mit Nicolas Becker und Reiner Geulen eine Rechtsanwaltskanzlei in Berlin-Mitte, ab 2006 eine Vermögensverwaltungsgesellschaft und ab 2007 eine Unternehmensberatung.

### Parteilaufbahn

#### Die Grünen

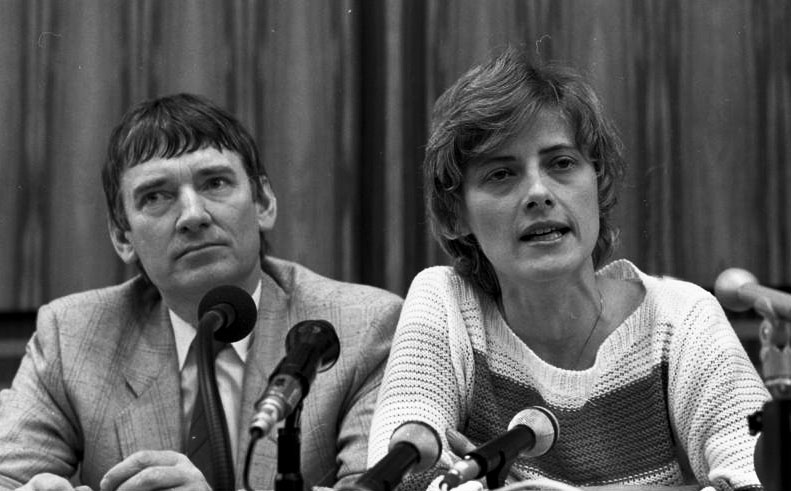
Otto Schily und Petra Kelly auf einer Pressekonferenz nach der Bundestagswahl 1983

1980 war Schily Mitgründer der Bundespartei Die Grünen, er galt dabei als Gegenspieler zum rechtskonservativen Flügel um Herbert Gruhl. Für den West-Berliner Landesverband (Alternative Liste für Demokratie und Umweltschutz) kandidierte Schily 1981 bei der vorgezogenen Wahl zum Abgeordnetenhaus von Berlin. Im Jahr 1983 wurde er in den Deutschen Bundestag gewählt und war Mitglied der ersten Grünen-Bundestagsfraktion. Sein Stil polarisierte: Am 22. November 1983 wurde Schily kurz nach dem erstmaligen Einzug als Grünen-Politiker in den Deutschen Bundestag vom CDU-Politiker Dietmar Kansy als „Mini-Goebbels“ bezeichnet.
Gemeinsam mit Marieluise Beck-Oberdorf und Petra Kelly übte er bis 1984 im Sprecherrat die Funktion des Fraktionsvorsitzenden aus. Innerhalb der Grünen galt Schily zu dieser Zeit als Realo, trat für eine mögliche Koalition mit der SPD ein.
Wegen des damals bei den Grünen noch herrschenden Rotationsprinzips schied er im März 1986 aus dem Bundestag aus. 1987 wurde er erneut in den Bundestag gewählt. Nachdem er 1989 mit seiner Kandidatur für den Fraktionsvorstand der Grünen gescheitert war, trat er am 2. November 1989 bei den Grünen aus, legte sein Bundestagsmandat nieder und wurde Mitglied der SPD.

#### SPD

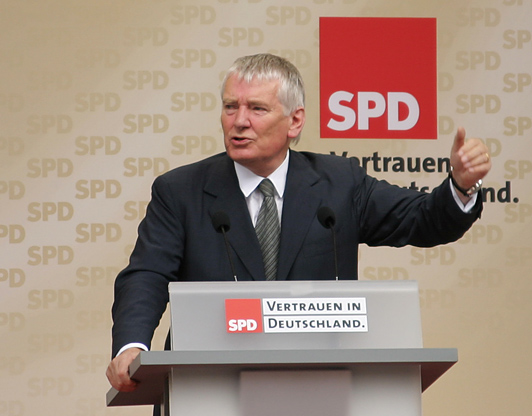
Wahlkampfveranstaltung in München 2005

Am 2. Dezember 1990 wurde er für die SPD zum Mitglied des Deutschen Bundestages gewählt. Von 1993 bis 1994 hatte er den Vorsitz des Treuhand-Untersuchungsausschusses im Deutschen Bundestag inne. Von 1994 bis zum Eintritt in die Bundesregierung 1998 war er stellvertretender Vorsitzender der SPD-Bundestagsfraktion. Während der Regierung Schröder I war er Mitglied des Richterwahlausschusses, des Vermittlungsausschusses sowie stellvertretendes Mitglied des Innen- und des Rechtsausschusses sowie des gemeinsamen Ausschusses nach Artikel 53a des Grundgesetzes. Für die Zeit von 2005 bis 2009 wurde Otto Schily zum ordentlichen Mitglied im Auswärtigen Ausschuss gewählt.
Mit Verweis auf den Mandantenschutz weigerte sich Schily, die Einkünfte zu spezifizieren, die er neben seinem Bundestagsmandat aus seiner Nebentätigkeit als Rechtsanwalt erzielte. Das Bundestagspräsidium sah darin eine Pflichtverletzung und verhängte deshalb ein Ordnungsgeld in Höhe von 22.000 Euro. Mit Urteil vom 30. September 2009 entschied das Bundesverwaltungsgericht in Leipzig zwar, dass Bundestagsabgeordnete ihre Nebeneinkünfte bis ins kleinste Detail offenlegen müssen, die Ordnungsgelder gegen Schily hob das Gericht aber auf, da die Richter einen Verstoß der Bundestagsverwaltung gegen die Gleichbehandlung aller Abgeordneten sahen. Während Einzelanwälte ihre Einkünfte aus Nebentätigkeiten offenlegen mussten, galt dies für Anwälte in Anwaltssozietäten nicht. Dies sei eine „gleichheitswidrige Verwaltungspraxis“, erklärte der Vorsitzende Richter. Der Bundestag wurde zudem aufgefordert, die entsprechenden Regeln anzugleichen.
Schily leitete als Alterspräsident die konstituierenden Sitzungen des Deutschen Bundestages in den Jahren 2002 und 2005. Sein Wahlkreis war München-Land.
Bei der Bundestagswahl 2009 kandidierte Schily nicht mehr.
Im August 2010 war Schily einer von 40 prominenten Unterzeichnern des Energiepolitischen Appells, einer Initiative der vier großen Stromkonzerne zur Laufzeitverlängerung deutscher Kernkraftwerke.

### Bundesinnenminister

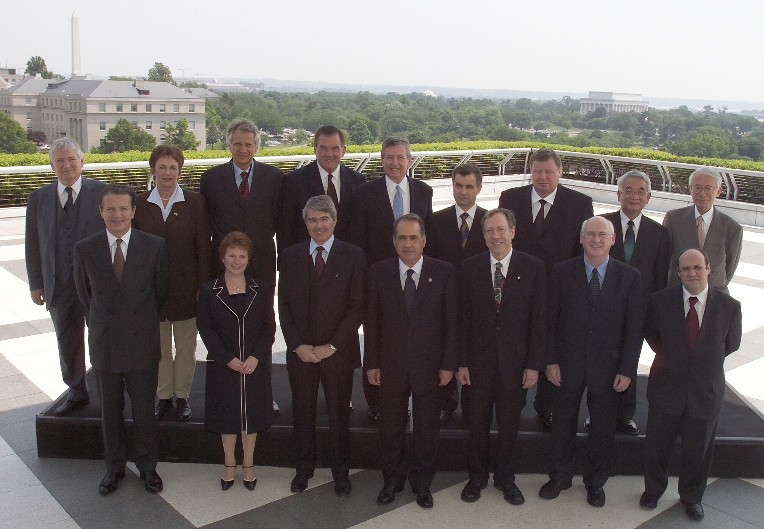
Otto Schily (oben links) beim Treffen der G8-Minister für Inneres und Justiz (2004)

Nach dem Sieg von SPD und Bündnis 90/Die Grünen bei der Bundestagswahl am 27. September 1998 wurde Schily am 27. Oktober 1998 zum Bundesminister des Innern ernannt.
Es werden Vorwürfe von Politikern aller Parteien, auch seiner eigenen, gegen Schily erhoben, weil er als Bundesinnenminister am 31. Mai 2004 durch den US-amerikanischen Botschafter Dan Coats über den Fall des deutschen Staatsbürgers Khaled el-Masri informiert wurde und anschließend bis Herbst 2005 der Bitte des Botschafters nachkam, diesbezüglich Stillschweigen zu bewahren. Khaled el-Masri war nach derzeitigem Sachstand im Jahre 2003 durch die CIA nach Afghanistan entführt, gefoltert und schließlich im Mai 2004 heimlich zurückgeflogen und in einem Wald in Albanien ohne Erklärungen ausgesetzt worden. Die Oppositionsfraktionen im Bundestag beantragten eine Aktuelle Stunde über die Vorgänge. Schily äußerte, er habe zu einem Zeitpunkt, wo er hätte eingreifen können, keine Informationen bekommen, die ihn in die Lage versetzt hätten, dafür zu sorgen, dass einem deutschen Staatsbürger kein Leid geschehe.
In den Jahren 2000 bis 2003 scheiterte sein Versuch, die Nationaldemokratische Partei Deutschlands (NPD) verbieten zu lassen (NPD-Verbotsverfahren). Am 11. Juni 2001 wurden in der Wohnung und in der Kanzlei von Horst Mahler, nun der Bevollmächtigte der NPD im Parteiverbotsverfahren, EDV-Anlage, Datenträger und Unterlagen beschlagnahmt, am 3. Juli 2001 verfügte das Bundesverfassungsgericht, dass die Unterlagen zurückzugeben seien. Und nachdem offenbar geworden war, dass für die NPD belastende Äußerungen von bei ihr verdeckt eingeschleusten Personen des Verfassungsschutzes getätigt worden waren, sistierte das Bundesverfassungsgericht am 22. Januar 2002 einstimmig die Verfahren.
Am Tag nach dem Nagelbombenanschlag in Köln vom 9. Juni 2004 erklärte Schily in einer Pressekonferenz:
Die Erkenntnisse, die unsere Sicherheitsbehörden bisher gewonnen haben, deuten nicht auf einen terroristischen Hintergrund, sondern auf ein kriminelles Milieu, aber die Ermittlungen sind noch nicht abgeschlossen, so dass ich eine abschließende Beurteilung dieser Ereignisse jetzt nicht vornehmen kann.
Die Ermittlungen, die in der ersten Lagemeldung von einem Terroranschlag ausgegangen waren, wurden über Jahre in Richtung von Anwohnern und Opfern des Anschlags gelenkt, die das als traumatisierenden und stigmatisierenden „Anschlag nach dem Anschlag“ bezeichneten. Nach der Selbstenttarnung im November 2011 konnte der Anschlag der rechtsterroristischen Gruppe Nationalsozialistischer Untergrund zugeordnet werden. Für seinen damaligen „schweren Irrtum“ entschuldigte sich Schily im April 2012; er und die damals verantwortlichen Landesinnenminister trügen politische Verantwortung dafür, dass der NSU nicht früher entdeckt worden sei.
Im Kontext der Forderungen nach Aufarbeitung der nationalsozialistischen Vergangenheit in den Bundesbehörden sagte Otto Schily 2005:
Ich habe keine Veranlassung, eine historische Untersuchung vorzunehmen, die dem Eindruck dann Vorschub leistet, dass es hier eine Kontinuität gibt. Dann wird wieder unterstellt, als ob Bundesministerien eine nationalsozialistische Vergangenheit hätten.
Am 15. Juli 2005 sagte Schily als Zeuge vor dem Visa-Untersuchungsausschuss des Bundestages aus. Es ging um die Vergabe von Touristenvisa für Deutschland an der deutschen Botschaft in Kiew im Zusammenhang mit dem sogenannten „Volmer-Erlass“.
Im September 2005 erteilte Schily die Ermächtigung zur Einleitung eines Ermittlungsverfahrens gegen Mitarbeiter des Magazins Cicero. Auf Antrag der Staatsanwaltschaft genehmigte ein Gericht daraufhin die Durchsuchung der Redaktionsräume des Magazins durch das BKA, die zu einer heftigen Diskussion über Pressefreiheit führte.
Am 18. Oktober 2005, dem Tag der Konstituierung des 16. Deutschen Bundestages, wurde er gemeinsam mit den übrigen Bundesministern aus dem Amt entlassen und gleichzeitig von Bundespräsident Horst Köhler mit der Wahrnehmung der Geschäfte bis zur Bildung einer neuen Bundesregierung beauftragt. Nach der Wahl von Angela Merkel zur Bundeskanzlerin schied er am 22. November 2005 endgültig aus dem Amt.

### Aufsichtsrat
Otto Schily wurde nach seiner Zeit als Bundesinnenminister Aufsichtsrat bei der SAFE ID Solutions AG (Unterhaching) und Byometric Systems AG. Dieses Unternehmen bietet Lösungen zur Personalisierung von Ausweisdokumenten an. Als Bundesinnenminister war Otto Schily ein maßgeblicher Wegbereiter der Einführung des kontrovers diskutierten biometrischen Reisepasses (ePass). Nach seinen Angaben liegt die eigene finanzielle Beteiligung unter einem Prozent. Das Unternehmen meldete am 23. März 2011 Insolvenz an.
Schily gründete 2007 die Unternehmensberatung German Consult GmbH.
Die Tressa Verwaltungs- und Beteiligungsgesellschaft MbH ist Nachfolgerin der Otto Schily Rechtsanwaltsgesellschaft. Über die Tressa GmbH gehört Schily auch die Berliner Unternehmens- und Finanzberatung Ombrone Consulting.
Die aus dem ehemaligen deutschen Dienst der amerikanischen Nachrichtenagentur Associated Press (AP) und der Nachrichtenagentur ddp hervorgegangene dapd-Gruppe berief Otto Schily im Juli 2011 in ihren Beirat.
Seit April 2013 ist Otto Schily zudem Mitglied des Beirates der Ziegert Group. Im Rahmen dieser Tätigkeit spricht sich Schily öffentlich für eine stärkere staatliche Förderung von Wohneigentum aus.

### Sonstiges Engagement
Otto Schily war langjähriges Mitglied und Vorstandsmitglied der Bürgerrechtsvereinigung Humanistische Union. Außerdem ist er Mitglied des von seinem Neffen Daniel Schily mitgegründeten Vereins Mehr Demokratie sowie Mitglied des Förderkreises der Stiftung der Deutschen Polizeigewerkschaft.
Ab Februar 2013 bildete Schily zusammen mit der Anwaltskanzlei Lansky in Wien ein Projektteam zur Causa Aliyev, wie bei einer Pressekonferenz am 18. Februar bekannt wurde. Dieses Engagement bildete einen wichtigen Schritt in diesem Fall für die Witwen zweier ermordeter Nurbank-Manager, die mit ihrem Verein Tagdyr, einer Frontorganisation des kasachischen Geheimdienstes, ab Dezember 2008 die Aufklärung der Sachverhalte um Rakhat Aliyev, der im Februar 2015 in der Untersuchungshaft starb, forderten.
Schily ist berufenes Mitglied in der Deutschen Akademie für Fußball-Kultur.

### Privates
1966 heiratete Schily Christine Hellwag (* 1941), eine Enkelin des Architekten Bruno Taut. Aus dieser Ehe ging die Schauspielerin Jenny Schily hervor. Schily ist in zweiter Ehe mit Linda Tatjana Chajmovic verheiratet und hat mit ihr zwei Töchter. 
Außer dem jüngeren Bruder Konrad Schily (* 1937) hatte Otto Schily drei weitere Geschwister: Maria (1929–2021), den ältesten Bruder Peter, der 1996 in einem Gebirgsbach in Österreich ertrank, und den zweitältesten Bruder Michael, der 1952 bei einer Bergwanderung in der Schweiz nach einem Unwetter verschollen blieb und nie gefunden wurde.
Otto Schily ist passionierter Schachspieler und bekennender Anthroposoph.

## Politische Positionen
Während Schily in den 1970er Jahren als prominenter Gegner einer Politik auftrat, die im Namen der Terrorismusbekämpfung Bürgerrechte einzuschränken sucht, wird er von Kritikern heute oftmals selbst als Vertreter des Law and Order bezeichnet, vor allem bedingt durch seine weitgehenden Vorschläge zur Inneren Sicherheit und Bürgerüberwachung nach 2001. Kritiker meinen, Schily habe als Innenminister aufgrund seiner Vorstellungen zur Terrorismusbekämpfung, Zuwanderungspolitik und Einschränkung des Datenschutzes den Unionsparteien näher als der SPD gestanden. Dieser Vorwurf wurde zum Beispiel damit begründet, dass Schily nicht lediglich auf innenpolitische Ereignisse reagiert, sondern bereits über eine größere Anzahl fertig ausgearbeiteter Vorschläge für Gesetzesverschärfungen verfügt habe; diese hätten passend zu den jeweiligen Ereignissen als Vorschlag präsentiert und dann sofort umgesetzt werden können („Pläne in der Schublade“). Schily war vor allem für die Verschärfung von Gesetzen und Verordnungen nach den Terroranschlägen am 11. September 2001 in den USA verantwortlich. Seine zwei Sicherheitspakete wurden in der Presse in Anspielung auf den Verkaufskatalog des gleichnamigen Versandhauses als ‚Otto-Kataloge‘ bezeichnet.
Als Teil der Sicherheitsaufgaben wurde unter Schily zunehmend die Migrationsbekämpfung angesehen.

### Internet und neue Medien

#### Onlinedurchsuchungen
Wie nach seiner Amtszeit bekannt wurde, stimmte Otto Schily im Jahr 2005 der Änderung einer Dienstanweisung zu, auf deren Grundlage der Verfassungsschutz verdeckte Online-Durchsuchungen durchführte. Nach Angaben des damaligen Staatssekretärs Lutz Diwell soll die Anweisung jedoch nur auf das Eindringen in geschlossene Nutzergruppen und Chatrooms abgezielt haben („offensive Beobachtung des Internets“), nicht hingegen auf das Ausspähen privater Festplatteninhalte.

#### Vorratsdatenspeicherung
Schily ist ein Befürworter der Vorratsdatenspeicherung und war einer der ersten deutschen Politiker, die deren Einführung mit Nachdruck vorantrieben.

### Biometrische Ausweise
Schily setzte sich als Innenminister für die Einführung von Reisepässen mit biometrischen Merkmalen ein, welche seit Oktober 2005 ausgestellt werden. Am 10. Mai 2005 kündigte er einen „Nationalen Plan zum Schutz der Informationsinfrastrukturen in Deutschland“ an. Dieser soll gemeinsam mit dem Bundesamt für Sicherheit in der Informationstechnik (BSI) erarbeitet werden. Dabei sollen „neue Strategien zur Bekämpfung von Angriffen von Hackern und Viren“ entwickelt werden.

### Asylrecht
Im Jahr 1999 machte er mit der Feststellung auf sich aufmerksam, nur drei Prozent der etwa 100.000 Menschen, die jährlich nach Deutschland wollten, seien „asylwürdig“, 97 Prozent seien hingegen Wirtschaftsflüchtlinge. Das bisherige Asylrecht sei daher zu überprüfen. Die Äußerungen wurden kontrovers diskutiert, führten aber im Ergebnis zu keiner Änderung des Asylrechtes.

### Straftatbestand der Holocaust-Leugnung
Im März 2015 sprach sich Schily in Zusammenhang mit der Inhaftierung seines einstigen Anwaltskollegen, des bekannten Neonazis Horst Mahler, für eine Neubewertung des Straftatbestandes der Holocaust-Leugnung aus.
Auch wenn die Leugnung des Holocausts abscheulich, moralisch verwerflich, grotesk und töricht sei, bezweifelt Schily, dass jahrelange Gefängnisstrafen dafür gerechtfertigt sind. In zahlreichen Ländern steht die Leugnung des Holocaust unter Strafe, darunter in allen deutschsprachigen. In der Bundesrepublik Deutschland droht dafür Freiheitsstrafe bis zu fünf Jahren oder Geldstrafe (§ 130 Absatz 3 Strafgesetzbuch (Deutschland)). Mahler leugnete 2009 vor Gericht den Holocaust, nachdem er zuvor bereits mehrfach den Holocaust geleugnet und gegen sich selbst Strafanzeige erstattet hatte.

### Zentrum gegen Vertreibungen
Im Gegensatz zur Spitze der SPD unterstützte Schily das von der damaligen CDU-Abgeordneten Erika Steinbach initiierte Projekt des Zentrums gegen Vertreibungen.

### Energiewende in Deutschland
Schily hält die Energiewende in Deutschland unter wirtschaftlichen, finanziellen, ökologischen, sozialen und klimapolitischen Vorzeichen für ein Desaster. So urteilte er 2017 in einem veröffentlichten Brief an den Schweizer Politiker Christoph Blocher kurz vor einer Volksabstimmung über die Schweizer Energiestrategie 2050. Den deutschen Atomausstieg lehnt Schily deshalb ab: „Die komplette Verabschiedung aus der Nukleartechnik hat uns wirtschaftlich in eine hochriskante Situation gebracht.“

## Interessenkollisionen
Schily wurden wiederholt Interessenkollision und Vetternwirtschaft vorgeworfen. Schily selbst sah bei seinen Tätigkeiten im Aufsichtsrat der Safe ID Solutions und der Byometric Systems AG, zweier Unternehmen, die Lösungen für biometrische Anwendungen herstellen, noch vor dem Ende der Wahlperiode keine Anhaltspunkte für Kritik. Interessen-Kollisionen mit seiner früheren Tätigkeit als Bundesminister bestünden aus seiner Sicht nicht.
Die Kritik an der Vermischung seiner politischen Tätigkeit mit privaten wirtschaftlichen Interessen beschränkte sich nicht nur auf das Umfeld der biometrischen Verfahren. Als Partner seines Unternehmens Consult fungierte vorübergehend ein alter Bekannter Schilys, der Industriemanager Peter Zühlsdorff, der u. a. bei Wella und Tengelmann tätig war. Als Innenminister beauftragte Schily ihn 2003 mit der Geschäftsführung der Leipziger Bewerbergesellschaft für Olympia 2012.
2015 wurde eine bezahlte Tätigkeit Schilys im Interesse der kasachischen Regierung publik. Schily hatte im Fall des beim Regime in Ungnade gefallenen Rachat Alijew persönlich bei NRW-Justiz-Minister Thomas Kutschaty interveniert, um dessen Strafverfolgung zu befördern. Er versuchte, auch den Spiegel für eine Berichterstattung gegen Alijew zu gewinnen, wie das Nachrichtenmagazin selbst aufdeckte.

## Auszeichnungen
- 1999: Goldener Nürnberger Trichter der Nürnberger Trichter Karnevalsgesellschaft
- 2001: Bayerischer Verdienstorden
- 2003: Förderkreis des Jüdischen Museums Berlin mit dem Preis für Verständigung und Toleranz[70]
- 2004: Großes Verdienstkreuz des Verdienstordens der Bundesrepublik Deutschland
- 2006: Großkreuz des Ordens der Eichenkrone[71]
- 2009: Ehrenplakette des Bundes der Vertriebenen[72]

Er ist zudem Ehrenbürger der rumänischen Stadt Sibiu und ist Ehrenmitglied des Deutschen Fußball-Bundes.

## Negativauszeichnungen

### Verschlossene Auster 2002
2002 verlieh die Journalistenvereinigung Netzwerk Recherche e. V. Schily den Negativpreis Verschlossene Auster für die Blockade des Informationsfreiheitsgesetzes und die Ablehnung von Interviews.

### Big Brother Lifetime Award 2001 und 2005
Am 28. Oktober 2005 wurde Schily mit dem Negativpreis Big Brother Lifetime Award 2005 ausgezeichnet. Gewürdigt wurde er „für den Ausbau des deutschen und europäischen Überwachungssystems auf Kosten der Bürger- und Freiheitsrechte und für seine hartnäckigen Bemühungen um die Aushöhlung des Datenschutzes unter dem Deckmantel von Sicherheit und Terrorbekämpfung“. Schily hatte die Auszeichnung bereits 2001 für den ersten „Otto-Katalog“ erhalten.